# Ёсии Исаму
Ёсии Исаму (яп. 吉井勇; 8 октября 1886, Токио — 19 ноября 1960, там же) — японский поэт и драматург, один из ведущих танка-поэтов Японии начала XX века.

## Биография
Родился 8 октября 1886 года в местечке Таканава (яп. 高輪) района Сиба (яп. 芝) в Токио. Его дед, Ёсии Томоми, был самураем Сацумы.
Ещё в школе увлёкся литературой и начал писать первые стихи.
Поступил учиться на экономический факультет Университета Васэда, но не закончил, решив полностью посвятить себя писательской деятельности.
В 1905 году вступил в основанное Ёсано Тэкканом Общество новой поэзии, начал публиковаться в журнале «Мёдзё», однако из-за возникших внутренних разногласий через два года общество распалось, следом закрылся и журнал. В это время Ёсии Исаму отправился в путешествие вместе с друзьями-поэтами Китахара Хакусю, Киносита Мокутаро, Ёсано Тэкканом и Банри Хирано на остров Кюсю в поисках следов пребывания христианских миссионеров XVI–XVII в. Тема христианства в дальнейшем повлияла на творчество Ёсии (в частности, на его первый сборник киндайси).
В 1909 году при поддержке Мори Огая основал журнал «Субару». В это же время, прочитав опубликованные в журнале пьесы, Ёсии увлёкся драматургией. Первая опубликованная им пьеса называлась «3 часа пополудни» (яп. 午後三時) и вышла в журнале «Субару» в 1911 году.
В 1910 году вышел первый сборник стихов Ёсии Исаму «Хмельной бред» (яп. 酒ほがひ), в котором он рассказал о радостях и печалях, которые приносят поэту с собой женщины и вино. От философии жизни и духовных исканий ранних сборников через философию смысла жизни этапа зрелости к созерцательным сборникам старости, — Ёсии Исаму оставался творчески активен всю свою жизнь.
В 1921 году женился на Токуко (яп. 徳子), второй дочери Янагихара Ёсимицу, племяннице поэтессы Янагивара Бякурэн (в 1933 году развёлся из-за разразившегося в прессе громкого скандала, в ходе которого выяснилось, что знатные дамы вступали в адюльтер с учителями танцев, и среди них была Токуко).
В 1925 году начал сотрудничать с радио и писать радиоспектакли.
В 1937 году вступил во второй брак с Такако Кунимацу (яп. 国松孝子).
В 1948 году был избран в Японскую академию искусств.
19 ноября 1960 года умер в Токио. Похоронен на кладбище Аояма.